# Championnat d'Argentine de football 2016
Navigation
Saison précédente Saison suivante
La saison 2016 du championnat d'Argentine de football est la 87e édition professionnelle de la première division en Argentine. Les trente équipes engagées sont réparties en deux poules où elle affronte une fois toutes les équipes de sa poule et deux fois une formation de l'autre poule. Le premier de chaque poule se qualifie pour la finale nationale alors que la moins bonne équipe au classement cumulé des trois dernières années est reléguée et remplacée par le champion de Primera B, la deuxième division argentine.
C'est le Lanús qui remporte le titre cette année, après avoir facilement disposé du San Lorenzo de Almagro en finale (4-0). Il s'agit du second titre de champion d'Argentine de l'histoire du club après le tournoi Ouverture remporté en 2007.

## Qualifications continentales
Quatre clubs obtiennent une qualification directe pour la Copa Libertadores 2017 : il s'agit des équipes ayant terminé aux deux premières places des deux poules de saison régulière. Le barrage entre les deux seconds permet de déterminer l'ordre d'entrée en lice des équipes qualifiées.

## Participants
| \| Bs Aires La Plata Junín Mar del Plata Santa Fe Paraná Rafaela Mendoza Rosario San Juan Córdoba Bahía Blanca Tucumán \| Villes représentées lors de la saison 2016 |
| Bs Aires La Plata Junín Mar del Plata Santa Fe Paraná Rafaela Mendoza Rosario San Juan Córdoba Bahía Blanca Tucumán                                                  |

- Boca Juniors
- Rosario Central
- San Lorenzo de Almagro
- River Plate
- Belgrano (Córdoba)
- Tigre
- Racing Club
- Aldosivi (Mar del Plata)
- Newell's Old Boys (Rosario)
- Banfield
- San Martín (San Juan)
- Independiente
- Sarmiento (Junín)
- Unión (Santa Fe)
- Lanús
- Argentinos Juniors
- Gimnasia y Esgrima (La Plata)
- Estudiantes (La Plata)
- Vélez Sarsfield
- Temperley
- Quilmes
- Godoy Cruz Antonio Tomba (Mendoza)
- Colón (Santa Fe)
- Defensa y Justicia
- Huracán
- Atlético de Rafaela
- Olimpo (Bahía Blanca)
- Arsenal
- Atlético Tucumán - Promu de Primera B Nacional
- Patronato (Paraná) - Promu de Primera B Nacional

## Compétition

### Saison régulière
| Rang | Équipe                        | Pts | J  | G  | N | P | Bp | Bc | Diff |
| ---- | ----------------------------- | --- | -- | -- | - | - | -- | -- | ---- |
| 1    | San Lorenzo de Almagro        | 34  | 16 | 10 | 4 | 2 | 23 | 16 | +7   |
| 2    | Godoy Cruz (Mendoza)          | 33  | 16 | 10 | 3 | 3 | 27 | 14 | +13  |
| 3    | Independiente                 | 27  | 16 | 7  | 6 | 3 | 22 | 12 | +10  |
| 4    | Arsenal                       | 27  | 16 | 8  | 3 | 5 | 21 | 15 | +6   |
| 5    | Gimnasia y Esgrima (La Plata) | 25  | 16 | 7  | 4 | 5 | 19 | 19 | 0    |
| 6    | Vélez Sarsfield               | 24  | 16 | 7  | 3 | 6 | 20 | 19 | +1   |
| 7    | Rosario Central               | 20  | 16 | 5  | 5 | 6 | 19 | 16 | +3   |
| 8    | Patronato (Paraná) P          | 20  | 16 | 5  | 5 | 6 | 19 | 23 | -4   |
| 9    | River Plate                   | 18  | 16 | 4  | 6 | 6 | 21 | 22 | -1   |
| 10   | Sarmiento (Junín)             | 17  | 16 | 4  | 5 | 7 | 10 | 18 | -8   |
| 11   | Colón (Santa Fe)              | 17  | 16 | 5  | 2 | 9 | 21 | 31 | -10  |
| 12   | Belgrano (Córdoba)            | 16  | 16 | 4  | 4 | 8 | 21 | 24 | -3   |
| 13   | Banfield                      | 15  | 16 | 2  | 9 | 5 | 15 | 20 | -5   |
| 14   | Quilmes                       | 15  | 16 | 3  | 6 | 7 | 21 | 32 | -11  |
| 15   | Olimpo (Bahía Blanca)         | 13  | 16 | 3  | 4 | 9 | 11 | 20 | -9   |

| Rang | Équipe                      | Pts | J  | G  | N | P  | Bp | Bc | Diff |
| ---- | --------------------------- | --- | -- | -- | - | -- | -- | -- | ---- |
| 1    | Lanús                       | 38  | 16 | 12 | 2 | 2  | 28 | 10 | +18  |
| 2    | Estudiantes (La Plata)      | 32  | 16 | 9  | 5 | 2  | 25 | 11 | +14  |
| 3    | Atlético Tucumán P          | 30  | 16 | 9  | 3 | 4  | 26 | 19 | +7   |
| 4    | Defensa y Justicia          | 25  | 16 | 7  | 4 | 5  | 25 | 16 | +9   |
| 5    | Huracán                     | 25  | 16 | 7  | 4 | 5  | 21 | 15 | +6   |
| 6    | Racing Club                 | 24  | 16 | 6  | 6 | 4  | 29 | 26 | +3   |
| 7    | San Martín (San Juan)       | 23  | 16 | 6  | 5 | 5  | 23 | 20 | +3   |
| 8    | Unión (Santa Fe)            | 22  | 16 | 5  | 7 | 4  | 24 | 22 | +2   |
| 9    | Tigre                       | 20  | 16 | 5  | 5 | 6  | 21 | 17 | +4   |
| 10   | Boca Juniors T              | 20  | 16 | 5  | 5 | 6  | 15 | 13 | +2   |
| 11   | Aldosivi (Mar del Plata)    | 17  | 16 | 4  | 5 | 7  | 19 | 28 | -9   |
| 12   | Newell's Old Boys (Rosario) | 16  | 16 | 3  | 7 | 6  | 16 | 21 | -5   |
| 13   | Temperley                   | 16  | 16 | 4  | 4 | 8  | 14 | 21 | -7   |
| 14   | Argentinos Juniors          | 12  | 16 | 2  | 6 | 8  | 11 | 29 | -18  |
| 15   | Atlético de Rafaela         | 9   | 16 | 2  | 3 | 11 | 14 | 32 | -18  |

- Argentinos Juniors est relégué car il possède la moins bonne moyenne de points sur les quatre dernières années.

### Finale nationale
| 29 mai 2016 | Lanús                                             | 4 - 0 | San Lorenzo de Almagro | El Monumental, Buenos Aires                    |                                                |
| 16:15       | Bénitez 17e · Almirón 58e · Sand 73e · Acosta 88e |       |                        | Spectateurs : 52 260 Arbitrage : Dario Herrera | Spectateurs : 52 260 Arbitrage : Dario Herrera |

### Match de classement
| 28 mai 2016 | Estudiantes (La Plata) | 1 - 0 | Godoy Cruz (Mendoza) | Stade Mario Alberto Kempes, Córdoba           |                                               |
| 17:00       | Cavallaro 15e          |       |                      | Spectateurs : 3 877 Arbitrage : Silvio Trucco | Spectateurs : 3 877 Arbitrage : Silvio Trucco |

## Bilan de la saison
| Championnat d'Argentine de football 2016 | |
| Champion                                 | Lanús (2e titre)                                                                                      |
| Qualifications continentales             | |
| Copa Libertadores 2017                   | Lanús San Lorenzo de Almagro Estudiantes (La Plata) Godoy Cruz (Mendoza) River Plate Atlético Tucumán |
| Copa Sudamericana 2017                   | Independiente Arsenal Defensa y Justicia Huracán Gimnasia y Esgrima (La Plata) Racing Club            |
| Promotions et relégations                | |
| Promus en Primera A                      | Talleres (Córdoba)                                                                                    |
| Relégués en Primera B Nacional           | Argentinos Juniors                                                                                    |